# 小行星6669
小行星6669（英語：6669 Obi）是一颗围绕太阳公转的小行星。1994年5月5日，圓舘金、渡邊和郎在北见发现了此天体。
这颗小行星的绝对星等为255.050470913226等。